# Toranka Bantang
Toranka Bantang är en ort i Gambia. Den ligger i regionen Lower River, i den centrala delen av landet, 100 km öster om huvudstaden Banjul. Antalet invånare var 177 vid folkräkningen 2013.